# Schirrhein
Schirrhein – miejscowość i gmina we Francji, w regionie Grand Est, w departamencie Dolny Ren.
Według danych na rok 1990 gminę zamieszkiwało 1850 osób, a gęstość zaludnienia wynosiła 285 osób/km² (wśród 903 gmin Alzacji Schirrhein plasuje się na 143. miejscu pod względem liczby ludności, natomiast pod względem powierzchni na miejscu 403.).